# Cordillera Central (Filipijnen)
De Centrale Cordillera is een grote bergketen in het centrale deel van het noorden van het grootste Filipijnse eiland Luzon. De hoogste berg in de Cordillera Central is Mount Pulag, die met 2922 meter slechts enkele tientallen meter lager is dan Mount Apo op Mindanao. Het gebied waarin de bergketen ligt komt grotendeels overeen met de grenzen van de Cordillera Administrative Region (CAR) en omvat de provincies Benguet, Abra, Kalinga, Apayao, Mountain Province en Ifugao.
De bewoners van de Centrale Cordillera zijn de Ilocanos en de Igorot. Deze oorspronkelijke bewoners hebben in een ver verleden de Rijstterrassen van Banaue aangelegd. Deze nog steeds gebruikte rijstterassen in de omgeving van Banaue staan op de lijst van werelderfgoed van UNESCO en zijn tegenwoordig een van de grootste toeristische atracties van de Filipijnen.

## Geografie
De Cordillera Central is de grootste bergketen van de Filipijnen. Hij begint in het uiterste noorden van het eiland Luzon in het noorden van Apayao en strekt zich uit naar het zuiden via de provincies Abra, Kalinga, Mountain Province, Ifugao en Benguet. In het zuiden sluit de Cordillera Central, in de provincies Nueva Vizcaya en het noorden van Nueva Ecija, aan op de Caraballo Mountains. Deze bergketen vormt weer de verbinding met het zuidelijke deel van de langs de oostkust lopende tweede grote bergketen van het noorden van Luzon, de Sierra Madre. Het geheel van deze drie bergketens vormt zodoende een grote U-vorm.
De hoogste piek van de Cordillera Central is met 2922 meter Mount Pulag. Enkele andere hoge bergen in het gebied zijn Mount Amuyao (2702 m), Mount Data (2310 m), Mount Atchanan (2576 m) en Mount Balbalan.

## Inheemse bevolking

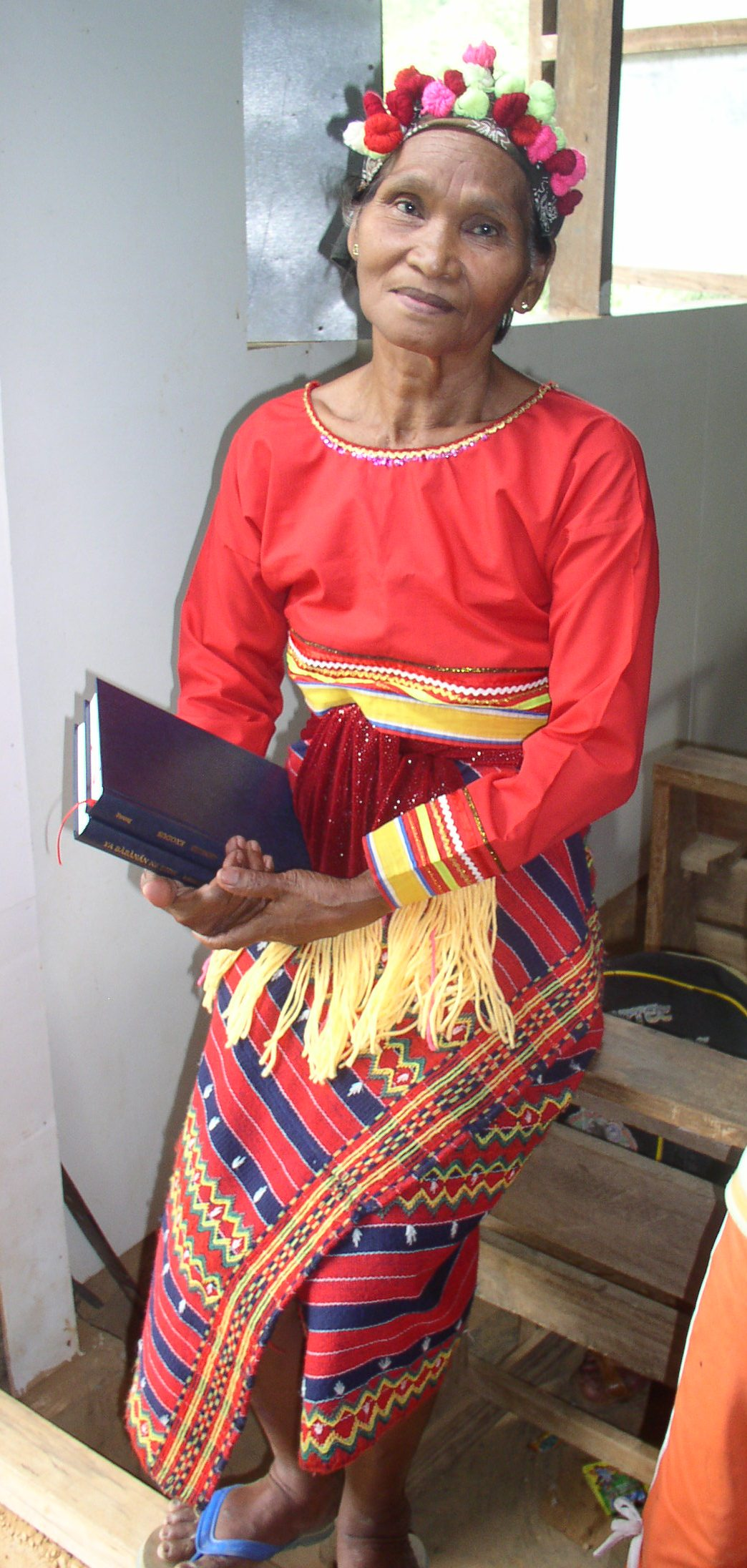
Een oudere Isnegvrouw in traditionele kledij

De oorspronkelijke bewoners van de Cordillera Central zijn de Igorots. Igorot staat voor "mensen uit de bergen". De Igorot zijn verdeeld in zeven verschillende etnische groepen. De Bontoc wonen in Mountain Province, de Kalinga wonen in Kalinga, de Isneg wonen in Kalinga en Apayao, de Tinggian wonen in Abra, de Kankanaey in Mountain Province en Benguet, de Ifugao in Ifugao en de Ibaloi in Benguet.

## Economie
Het gebied van de Cordillera Central is rijk aan natuurlijke hulpbronnen. Het is het belangrijkste gebied in de Filipijnen voor de mijnbouw. Zo komt 80% van het goud dat het land produceert uit de Cordillera Central. In het gebied zijn acht grote, meestal buitenlandse, mijnbouwbedrijven actief. Ook in de landbouwsector speelt de Cordillera Central een belangrijke rol. 11% van het gebied wordt gebruikt voor de landbouw of veeteelt. Voorbeelden hiervan zijn rijstvelden, wijngaarden, varkensboerderijen en graslanden. Zo'n 60% van de groenten die een meer gematigd klimaat nodig hebben komt hiervandaan
Daarnaast biedt het feit dat de grote rivieren van Luzon hun oorsprong vinden in dit gebergte nog mogelijkheden om in de toekomst met behulp van stuwdammen grote hoeveelheden energie op te gaan wekken. Dit zou volgens berekeningen aan ruim de helft van de energievraag van de Filipijnen kunnen voldoen

## Zoogdieren
De Cordillera Central heeft een diverse zoogdierenfauna, met bijvoorbeeld 31 soorten in het Balbalasang-Balbalan National Park in Kalinga. Het knaagdierengeslacht Carpomys komt uitsluitend in het gebergte voor, net als Apomys datae, Apomys abrae, Archboldomys kalinga, de neusrat (Rhynchomys soricoides), de Schadenbergschorsrat (Crateromys schadenbergi) en Batomys dentatus.